# Apartheid

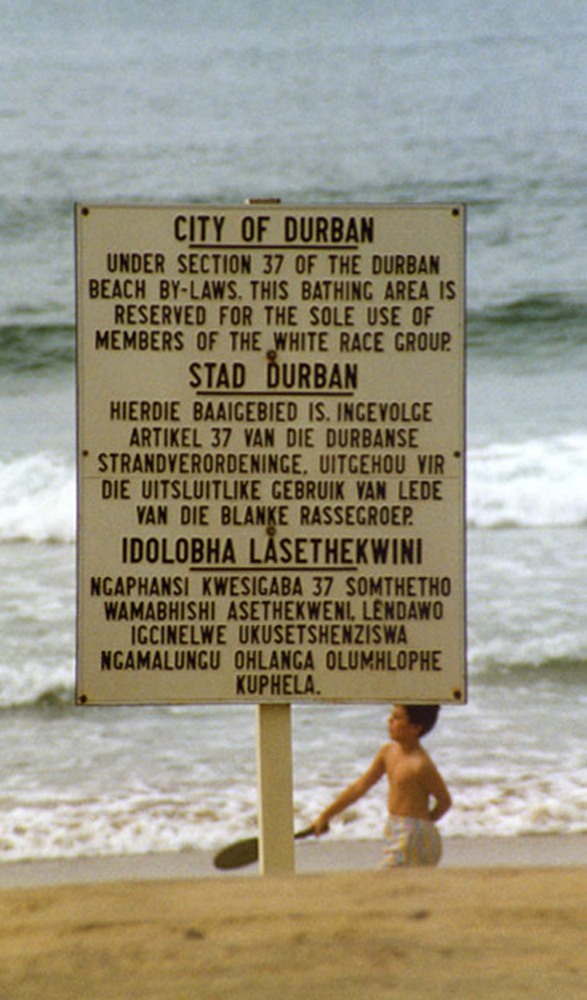
Advertencia trilingüe en una playa de Durban indicando su «uso reservado a los miembros de la raza blanca» según la sección 37 de los estatutos de dicha playa. (1989).

El apartheid (lit. 'separación' en afrikáans) fue el sistema de segregación racial en Sudáfrica y Namibia en vigor entre 1948 y 1991. Este sistema de segregación racial consistía en la creación de lugares separados, tanto habitacionales como académicos o recreativos, para los diferentes grupos raciales, en el poder exclusivo de las personas de piel blanca para ejercer el voto y en la prohibición de matrimonios o incluso relaciones sexuales entre blancos y negros.
Su propósito era conservar el poder para la minoría blanca (21 % de la población), que en otras condiciones habría perdido su posición de privilegio. Antes de la victoria del Partido Nacional en 1948 las personas negras podían votar, pero con muchas restricciones.
En teoría, el sistema consistía básicamente en la división de los diferentes grupos raciales para promover el «desarrollo». Todo este movimiento estaba dirigido por la raza blanca, que instauró todo tipo de leyes que cubrían, en general, aspectos sociales. Se hacía una clasificación racial de acuerdo a la apariencia, la aceptación social o la ascendencia. Este nuevo sistema produjo revoluciones y resistencias por parte de los ciudadanos no blancos del país.
A finales de los años 1980, en el marco de la guerra de la frontera de Sudáfrica (Namibia y Angola), la Unión Soviética retiró su apoyo económico y bélico a Angola y Cuba, haciendo inviable para ambos países proseguir la lucha; y del mismo modo, los Estados Unidos cesaron su apoyo financiero a Sudáfrica, lo cual trajo graves consecuencias al gobierno de Pretoria, entre ellas el principio del fin del régimen del apartheid en el sur de África, que estuvo en vigor hasta los años 1990, siendo en 1992 la última vez en que solo votaron plenamente las personas blancas.

## Funcionamiento

### Antecedentes
El sistema fue efectivamente practicado en Sudáfrica durante siglos por los colonos blancos de origen neerlandés (los afrikáner) contra la población negra de este territorio. Con la colonización neerlandesa los comerciantes de la Compañía Neerlandesa de las Indias Orientales se instalaron en la actual Ciudad del Cabo y empezaron a utilizar esclavos importados del sur y el sureste de Asia (principalmente de la India, pero también de las actuales Indonesia, Bangladés, Sri Lanka y Malasia) y del sureste de África (Madagascar y Mozambique), lo que creó una mayoría de esclavos privados de cualquier tipo de derechos frente a una minoría de colonos neerladeses blancos.
Con la instauración de la Colonia del Cabo en 1814 por el Reino Unido de Gran Bretaña e Irlanda, entre las normas impuestas por los británicos (entre ellas algunas como la discriminatoria ley de pases), se hicieron igualmente avances como la abolición de la esclavitud. Asimismo, el abierto racismo de la mayoría de la población blanca de origen afrikáner (debido a la competencia con la mano de obra negra) no era compartido por la minoría de blancos de origen británico, ni por las autoridades coloniales designadas desde el Reino Unido. Durante el siglo XXI se acentuó rivalidad entre los afrikáaners (más conservadores) y los blancos de habla inglesa debido en parte a la Segunda Guerra de los Bóer, a la tentativa de Reino Unido de anglificar el país durante la primera mitad del siglo veinte, y del nacionalismo afrikáner.
En 1870 las autoridades coloniales británicas prohibieron la convivencia interracial en la colonias de África Austral. Un año después se establecía la quita forzosa de toda tierra propiedad de los negros y su desplazamiento, siendo limitada la propiedad a grupos blancos. Para 1875 los negros no podían poseer propiedades o tierras en todo África AustralDurante, varias décadas, y especialmente después de las dos guerras de los bóeres, la población afrikáner había luchado para evitar el «peligro inglés», rechazando las medidas liberales de las autoridades coloniales británicas,[cita requerida] insistiendo en que el racismo contra los negros era parte de la lucha por la «preservación de la identidad nacional afrikáner», siendo ésta la meta esencial de su actividad política.
Después de que en 1910 la Unión Sudafricana lograra la autonomía interna dentro de la Mancomunidad británica, los políticos afrikáneres insistieron en mantener una política de segregación racial de facto, aprovechando el debilitamiento del control británico y emitiendo normas internas para frustrar el desarrollo político y económico de la población negra. Así, la presión afrikáner impidió otorgar el sufragio a los negros y vetó que estos asumieran cargos en la administración pública. Todas estas normas segregacionistas y racistas, impuestas de modo semioficial por la presión afrikáner, fueron llamadas Pequeño Apartheid.
En 1947 se recrudece la «ley de pases», esta era una de las medidas más extremas impuestas por el régimen racista blanco. Según la misma, todos la gente de color estaban obligadas a llevar un documento que limitaba su acceso a las zonas reservadas a los blancos, en el que constaba anotado si tenía o no permiso para movilizarse fuera de su lugar de residencia. El sufragio a partir de 1948 se restringía según criterios de ingresos, propiedades, raza y alfabetización, este sistema quitó derechos a la mayoría de la población negra, coloured y asiática.

### Instauración
La discriminación racial de los blancos hacia la población negra no fue formalizada sino hasta 1948, fecha en la cual empezó a tomar forma jurídica al ser respaldada por leyes promulgadas a tal efecto. En las elecciones generales de 1948, el radical Partido Nacional ganó las elecciones en una coalición con el Partido Afrikáans, dirigido por el pastor protestante Daniel François Malan, oponiéndose a los candidatos más liberales. La victoria se dio gracias a la perversión de la ley electoral que le dio mayoría a pesar de obtener menos votos que su rival, el Partido Unido; y lo mismo ocurrió en 1953, cuando se repitió el triunfo del Partido Nacional. Malan, en su primer discurso de 1948, consideró que su triunfo electoral significaba que «Hoy día Sudáfrica vuelve a ser nuestra, Dios permita que sea nuestra siempre», entendiendo que el término «nuestra» abarcaba solamente a los blancos de origen afrikáner. Debido a la legislación vigente en ese entonces que imponía duras condiciones para votar, muy pocas personas mulatas o de ascendencia asiática pudieron votar en esta elección; a los africanos se les había prohibido de participar de todo proceso electoral desde finales de los años 1930.
Poco después del triunfo nacionalista, el gobierno de Malan emitió leyes para segregar oficialmente a cada individuo de acuerdo a su raza, estableciendo un registro racial obligatorio bajo control del gobierno. En 1949 otra ley prohibía los matrimonios interraciales y castigaba como un delito a las relaciones sexuales entre individuos de razas diferentes.
Una ley promulgada en 1951 reservaba ciertos distritos en las ciudades donde solo podían habitar los blancos, forzando a los no blancos a emigrar a otros lugares, lo cual estaba previsto para mantener la mayor cantidad posible de negros en las zonas rurales y evitar su transformación en una clase media urbana. También se prohibió para todos los efectos que la población negra pudiera comprar inmuebles dentro de los centros urbanos. Para el nuevo régimen afrikáner el «peligro étnico» ya no estaba encarnado en los británicos, sino en la población negra, a la cual se marginaba de todas las maneras posibles para conservar el país bajo dominio de los blancos.

### Segregación cotidiana
En 1953 se establecieron zonas segregadas en las ciudades de Sudáfrica, abarcando sitios tales como playas, autobuses, hospitales, escuelas y hasta bancos en los parques públicos, siendo separados en «lugares sólo para blancos» o «sólo para negros», siendo estos últimos casi siempre de muy inferior calidad (autobuses escasos y anticuados, hospitales sobrepoblados y con escaso personal profesional, escuelas hacinadas donde la enseñanza se reducía a actividades manuales). Inclusive las ambulancias estaban segregadas, por lo cual en caso de accidente era indispensable avisar de la raza de la víctima en tanto una ambulancia «para blancos» tenía derecho de negarse a llevar un negro mientras que las ambulancias «para negros» rara vez contaban con equipo médico para emergencias. Las paradas de autobuses estaban segregadas y estaba prohibido emplear la parada de «otra raza», fuera cual fuese el motivo.
Los negros debían, por otra parte, portar documentos de identidad en todo momento y les estaba prohibido quedarse en algunas ciudades o incluso entrar en ellas sin el debido permiso de las autoridades blancas. Ese mismo año de 1953 se estableció también la segregación completa en la educación para todos sus niveles. El retiro de Malan en 1954 llevó al poder a Johannes Strijdom, quien continuó con la aplicación del apartheid.

### Regulación
Johannes Gerhardus Strijdom, que sucedió a Malan como primer ministro en 1954, instauró además las siguientes leyes:
- Los negros no podían ocupar posiciones en el gobierno y no podían votar, excepto en algunas aisladas elecciones para instituciones segregadas.
- Los negros tenían prohibido habilitar negocios o ejercer prácticas profesionales dentro de las áreas asignadas específicamente para los blancos, bajo pena de cárcel. Solo podrían ejecutar tales actividades en sus bantustanes.
- El transporte público era totalmente segregado, tanto en trenes, buses, aviones, o inclusive los taxis de las ciudades.
- A los negros no les estaba permitido entrar en zonas asignadas para población blanca, a menos que tuvieran un pase emitido por la policía. Los blancos también tenían que portar un pase para entrar en las zonas asignadas a los negros.
- Edificios públicos tales como juzgados u oficinas de correos, disponían de accesos diferentes para blancos y negros. Del mismo modo, en caso de ser «inevitable» que individuos de ambas razas se junten en una cola de espera, la atención preferencial y prioritaria era para blancos, sin distinción alguna.

Las principales consecuencias de esta situación fueron:
- Las áreas asignadas a los negros raramente tenían electricidad o agua. Los hospitales también eran segregados: los hospitales para los blancos tenían la calidad de cualquier nación desarrollada, mientras que los asignados a los negros estaban pobremente equipados, faltos de personal y eran muy pocos en relación con la población que servían.
- En 1948 el Partido Nacional de Sudáfrica (PN) ganó unas elecciones en las que solo podían votar los blancos e instaló un sistema de segregación racial represivo contra los negros.
- En 1952 Nelson Mandela organizó una campaña de desobediencia civil sin violencia que le valió su primera condena.
- En 1952 y consciente del liderazgo que había alcanzado, el gobierno decidió silenciarle y para ello le mandó una orden de inhabilitación lo que redujo su libertad de actuación y de movimiento.
- En 1970 la educación de un escolar negro costaba el 10% de la correspondiente a un escolar blanco. La educación superior era de un costo casi imposible de abonar para los negros.
- El ingreso mínimo para el pago de impuestos era de 360 rand para los negros pero el límite de «exoneración» era mucho más alto para los blancos, unos 750 rand.

### Los estados negros y similitudes
Ante las condenas internacionales ocurridas desde la década de 1950, los defensores del apartheid decían que la discriminación racial contra los negros estaba basada legalmente en que estos no eran ciudadanos de Sudáfrica, sino ciudadanos de otros estados independientes (llamados bantustanes), por lo cual no contaban con una ciudadanía sudafricana y no tenían derechos que reclamar al gobierno de Pretoria.
En efecto, desde 1960 el gobierno de Sudáfrica procedió a crear diez estados autónomos para otorgar la ciudadanía a los negros que constituían el 70 % de la población sudafricana. Así, a una gran parte de la población negra se le eliminó la ciudadanía sudafricana para otorgarles la nacionalidad de algún bantustán. Gracias a este argumento, a dicha población negra se le consideraba como «transeúntes» o «población temporal» que debía circular por el territorio de Sudáfrica solamente si estaba provista de pasaportes en lugar de pases. Durante las décadas de 1960 hasta 1980, el gobierno forzó a un gran porcentaje de la población negra a reubicarse en dichos estados que habían sido designados para ellos. Un total de 3 millones y medio de individuos se vieron obligados a desplazarse hacia estas zonas para vivir allí, o en caso de que ello no fuera posible, se les otorgó la nacionalidad de un «Estado» donde jamás habían vivido.
La creación de los bantustánes fue mal recibida por la ONU y en el extranjero se acusó al gobierno de Sudáfrica de «inventar» Estados solamente para privar de derechos a la población negra. Cabe destacar que todos los bantustanes fueron fundados mediante leyes del gobierno sudafricano (ninguno por decisión popular de sus habitantes) y sus fronteras habían sido diseñadas por las autoridades de raza blanca para no interferir en «zonas de interés» de los blancos. La propia realidad mostraba que hasta dos tercios de los «ciudadanos» de los bantustanes en realidad no vivían en ellos sino que residían en la «Sudáfrica blanca» como «trabajadores extranjeros» sin derechos políticos.
Hubo casos de vecindarios de población negra ubicados en las afueras de las grandes ciudades, cuyos residentes fueron expulsados de sus hogares para ejecutar proyectos urbanos en favor de la población blanca. El caso más publicitado fue el de Johannesburgo, donde en 1954 unos 60.000 habitantes negros fueron reubicados en una zona llamada Soweto. Otro caso fue el de Sophiatown, un lugar «multirracial» donde a los negros les permitían poseer tierras. Sin embargo, la expansión de la población y de la zona industrial en Johannesburgo convertía esta zona en un lugar estratégico para dicha expansión. En febrero de 1955, los cincuenta mil habitantes negros en la zona fueron evacuados a la fuerza por la policía, localizándolos en una zona denominada Meadowlands, actualmente anexa a Soweto. Sophiatown fue totalmente destruida por topadoras y se construyó una nueva urbanización llamada Triomf para la población blanca.

### Blancos, negros, mulatos e indios

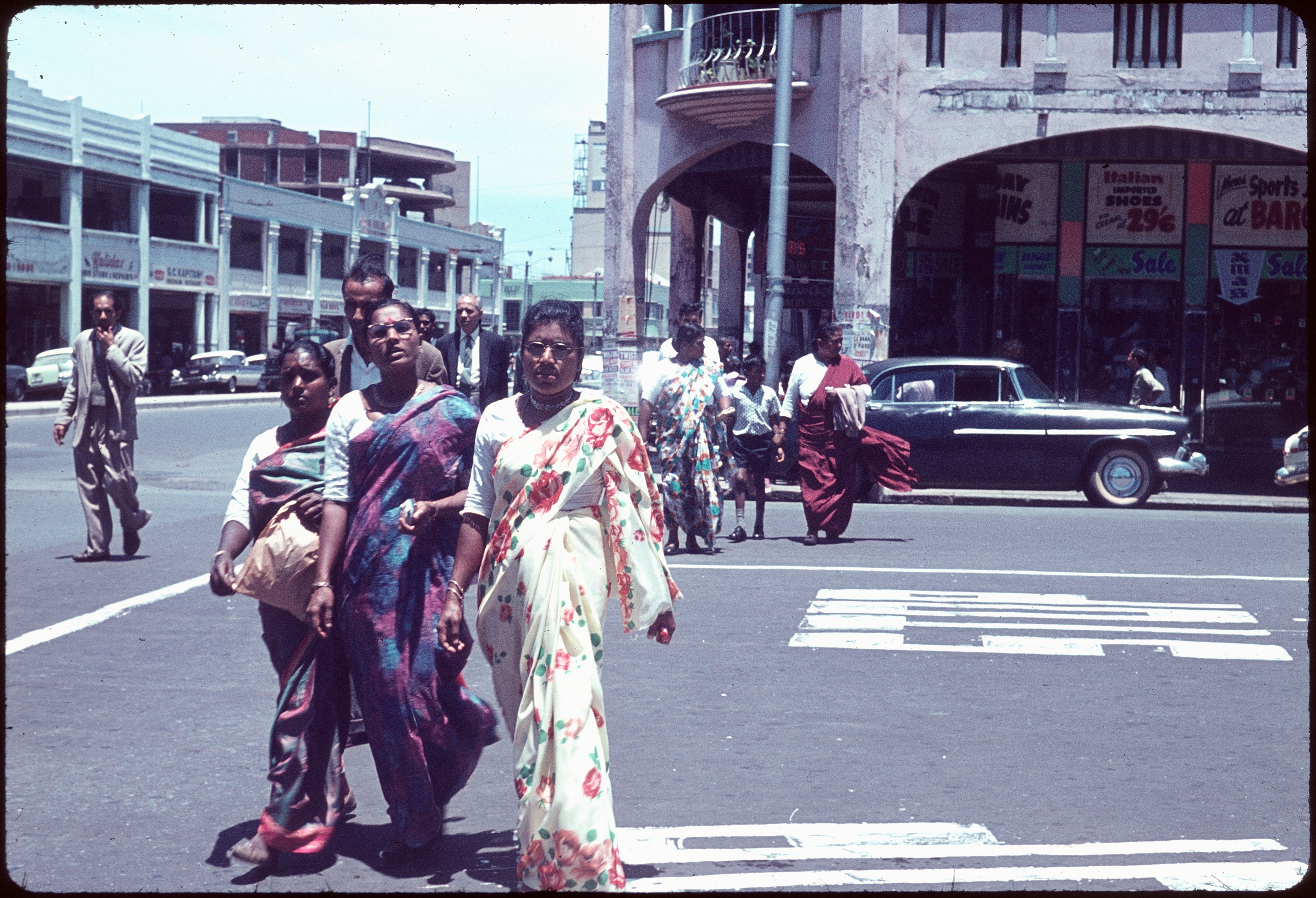
Sudafricanos indios en Durban, 1963.

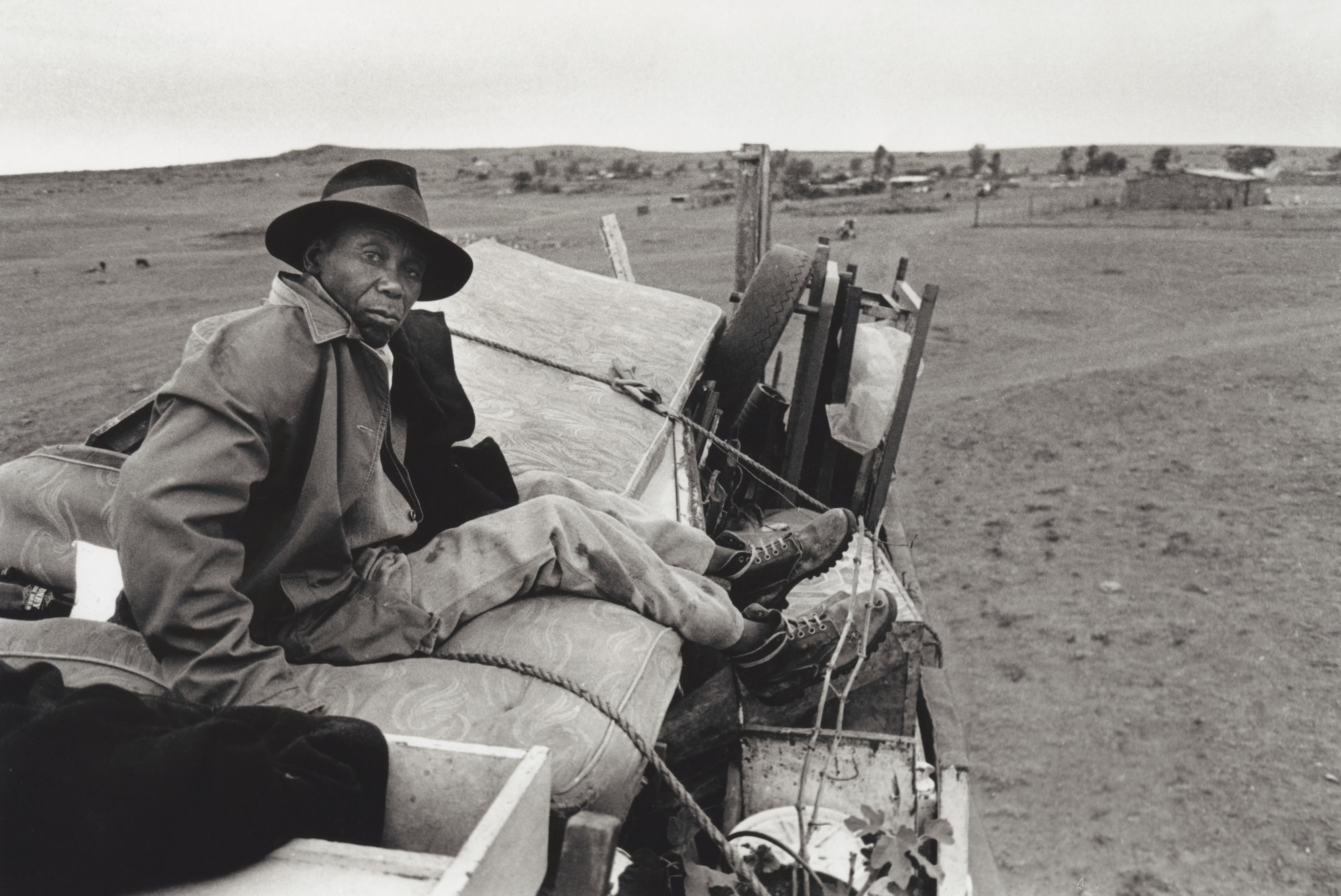
Hombre sometido a expulsión forzosa en Mogopa, Transvaal occidental, febrero de 1984.

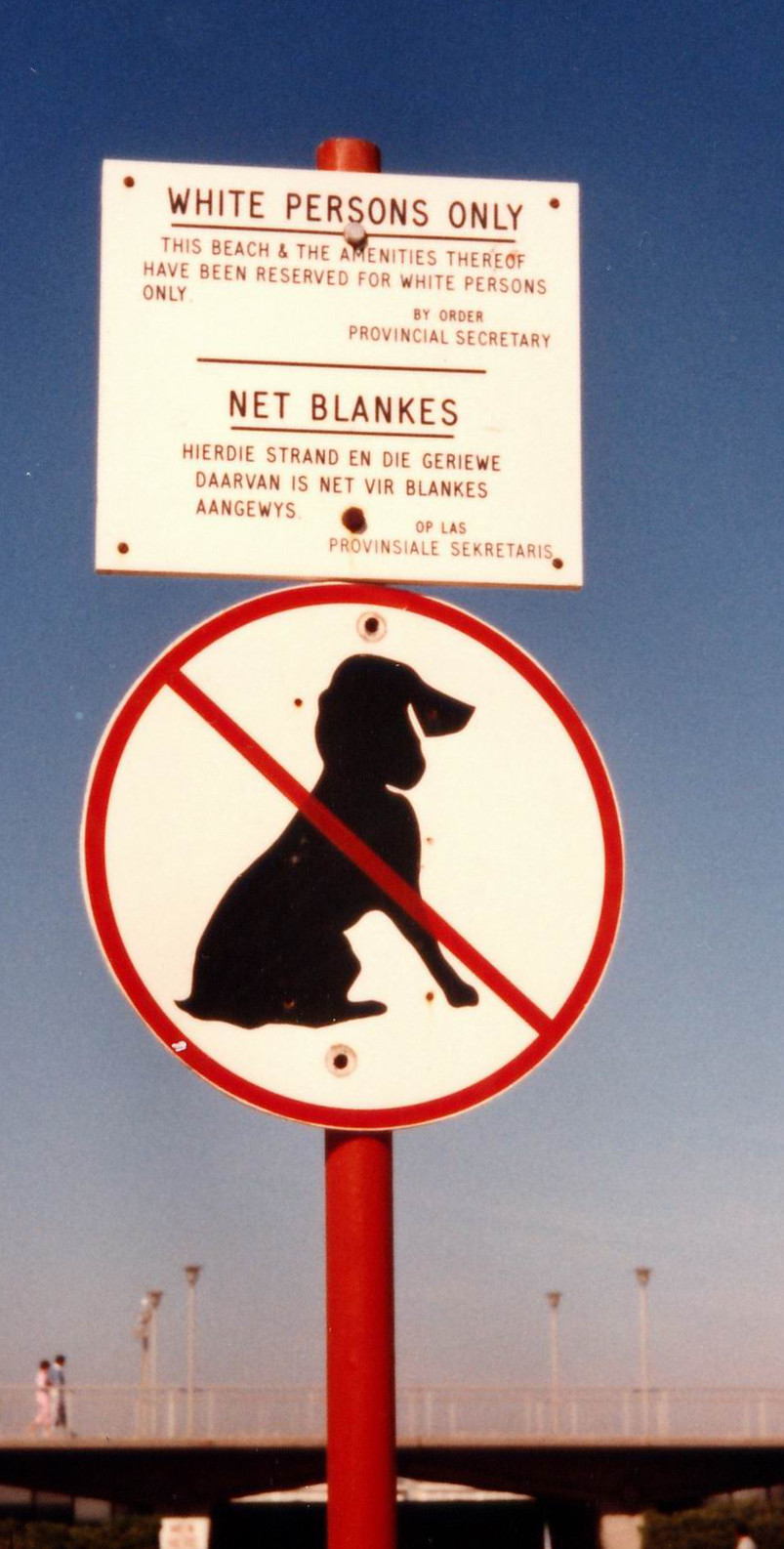
Dos carteles en una playa de Ciudad del Cabo en 1985: el letrero en inglés y en afrikáans dice que el acceso a la playa y sus instalaciones solo es permitido a los blancos, el cartel inferior prohíbe el ingreso de perros a la playa.

La población de Sudáfrica estaba clasificada en cuatro grupos. Los «de color» (en afrikáans kleurling) lo componían los mulatos provenientes de la mezcla de bantúes y khoisan con personas de ascendencia europea. La determinación de quién era catalogado como mulato a veces era un tanto difícil, llegando al extremo de examinar las encías de los individuos para distinguirlos entre negros y mulatos.
Los mulatos también fueron objeto de discriminación abierta desde 1948 y obligados a reubicarse en zonas asignadas a ellos, a veces abandonando casas y tierras que les habían pertenecido por muchas generaciones. Si bien los de color o kleurling recibían mejor trato que la población de raza puramente negra, jugaron un papel preponderante en la lucha contra el apartheid. El derecho al sufragio les era negado a los «de color» en la misma forma que a los negros.
En 1983 una reforma a la Constitución permitió a los de color e indios (estos últimos inmigrantes originarios de la India y Pakistán y establecidos desde los años de la dominación británica) participar en unas elecciones separadas para formar un parlamento de color que actuara como subordinado al parlamento de los blancos. La teoría del apartheid era que los individuos de color debían ser considerados como ciudadanos de Sudáfrica pero con derechos bastante reducidos, mientras que los negros solamente podían ser «ciudadanos» de algún  bantustán, nombre dado a unos diez estados presuntamente «autónomos» creados específicamente para albergar población negra.
Ocasionalmente, se daban casos en los que hermanos descendientes de padres de diferentes razas eran «racialmente separados» por la variación del color de su piel, lo cual obligaba a que individuos de una misma familia debieran residir y trabajar en áreas diferentes del país, imposibilitados muchas veces de visitarse, y con derechos personales muy diferentes entre sí.

## Resistencia no violenta

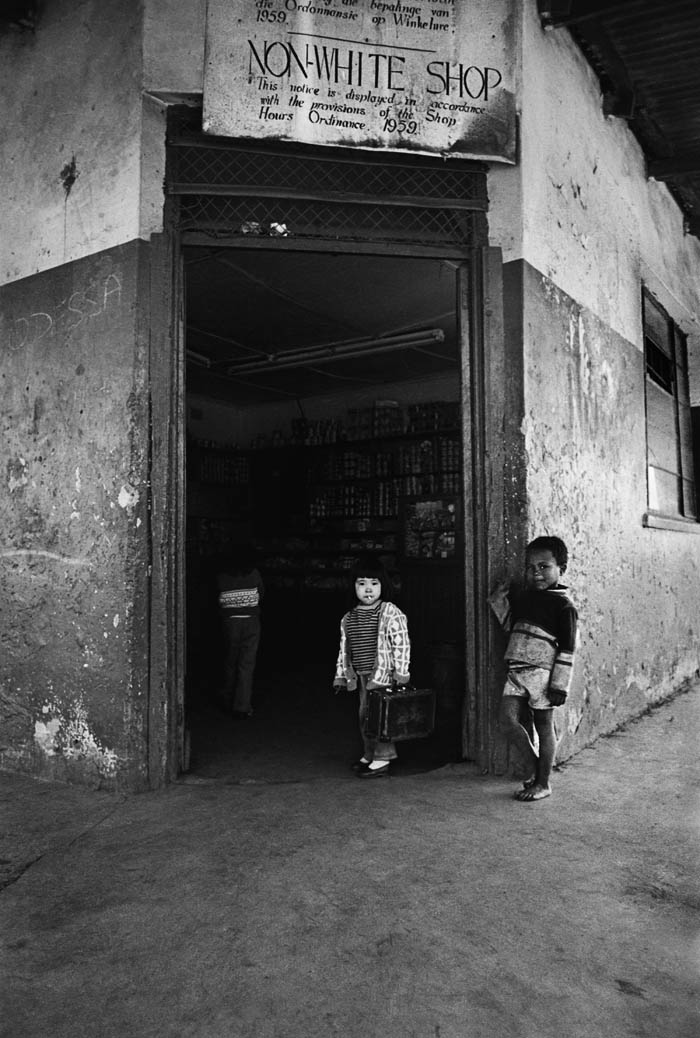
Tienda «para no blancos» en la localidad sudafricana de Kliptown, 1979.

La intensificación de la discriminación movió al Congreso Nacional Africano (ANC), formado por sudafricanos «negros» a desarrollar un plan de resistencia que incluía desobediencia pública y marchas de protesta. En 1955 en un congreso llevado a cabo en Kliptown, cerca de Johannesburgo, un número de organizaciones incluyendo el ANC y el Congreso Indio formaron una coalición adoptando una Carta de Libertad, que contemplaba la creación de un Estado donde se eliminara totalmente la discriminación racial.
En 1959 y 1960 un grupo del ANC decidió salirse de las filas del partido para formar otro más radical al que denominaron Partido del Congreso Africano (ACP). El principal objetivo del nuevo partido era organizar una protesta a nivel nacional en repudio a las leyes discriminatorias. El 21 de marzo de 1960 un grupo se congregó en Sharpeville, un pueblo cerca de Vereeniging para protestar contra la exigencia que los negros portaran pases. Si bien no se sabe con exactitud el número de manifestantes, lo cierto es que la policía abrió fuego contra la multitud matando a 69 personas e hiriendo a 186. Todas las víctimas eran negras y a la mayoría le habían disparado por la espalda. Seguidamente el ANC y el ACP fueron ilegalizados.
Este evento tuvo un gran significado, ya que la protesta pacífica se tornó en protesta con violencia, si bien, militarmente, los proscritos partidos políticos no eran una gran amenaza para el gobierno por carecer de una estructura armada, como sucedía en Mozambique o Angola contra el gobierno colonial portugués.
Las protestas siguieron hasta tal punto que en 1963 el primer ministro Hendrik Frensch Verwoerd declaró un estado de emergencia, permitiendo la detención de personas sin orden judicial. Más de 18.000 manifestantes fueron arrestados, incluyendo la mayoría de los dirigentes del ANC y del ACP. Las protestas tomaron en adelante la forma de sabotaje a través de la sección armada de dichos partidos. En julio de 1963 varios dirigentes políticos fueron arrestados, entre ellos Nelson Mandela. Mandela fue condenado a cadena perpetua acusado de alta traición junto con el resto de los miembros del ANC. En el Proceso de Rivonia en junio de 1964, Mandela y otros siete disidentes políticos fueron condenados por traición y sentenciados a cadena perpetua.

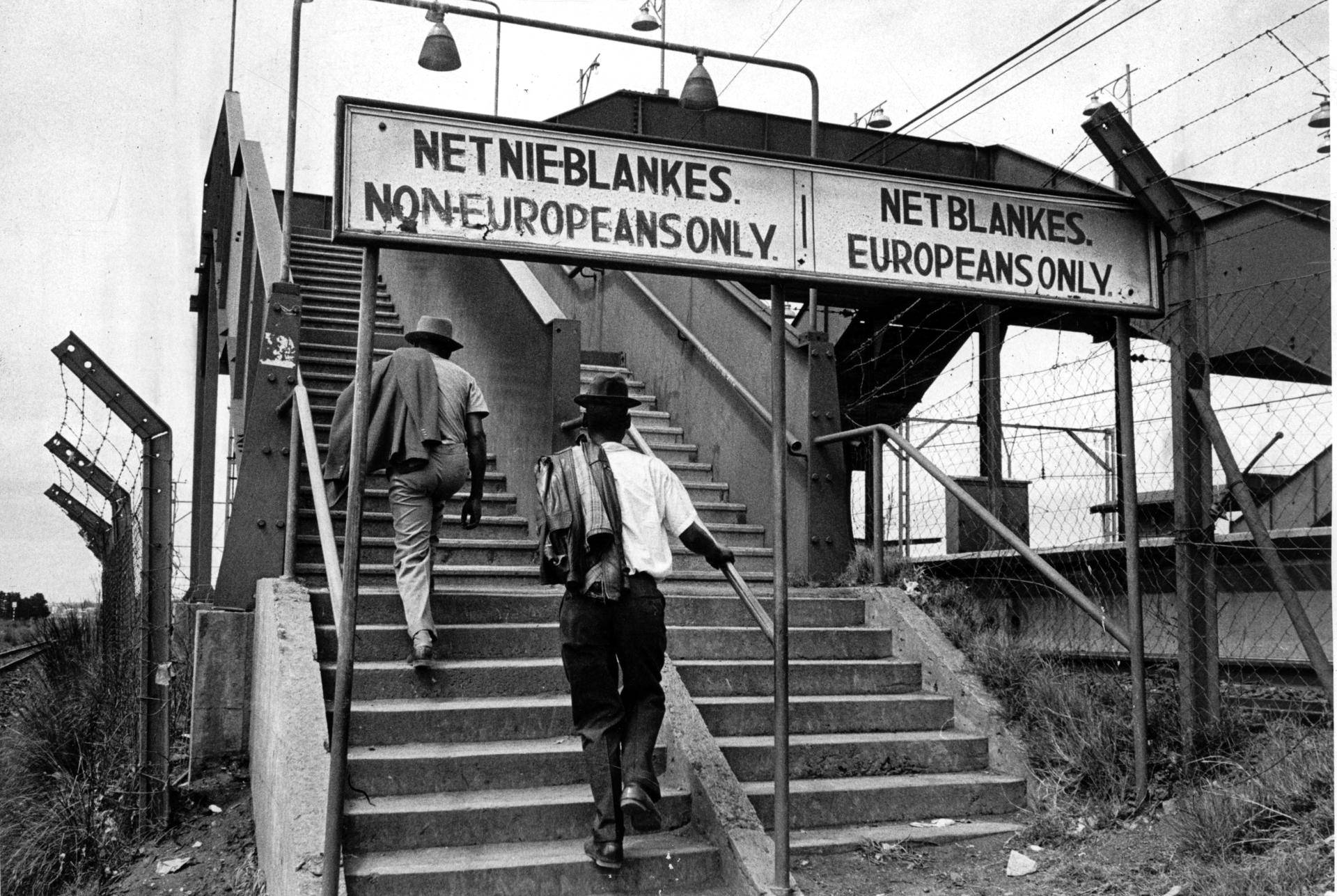
Estación de tren con dos accesos: para blancos y no blancos.

La declaración de Mandela en dicho juicio se hizo memorable: «He luchado contra la dominación de los blancos y contra la dominación de los negros. He deseado una democracia ideal y una sociedad libre en que todas las personas vivan en armonía y con iguales oportunidades. Es un ideal con el cual quiero vivir y lograr. Pero si fuese necesario, también sería un ideal por el cual estoy dispuesto a morir».
El juicio fue condenado en las Naciones Unidas y fue un elemento muy importante para implantar sanciones contra el régimen racista de Sudáfrica. Con los partidos de los hombres perseguidos y sus dirigentes en prisión, Sudáfrica entró en la etapa más turbia con la comunidad internacional de su historia. La aplicación del apartheid se intensificó. El primer ministro Verwoerd fue asesinado, pero sus sucesores B.J. Vorster y P.W. Botha mantuvieron sus políticas.

### El Movimiento de Conciencia Negra y los disturbios de Soweto
Durante la década de 1970 la resistencia al apartheid se intensificó. Al principio fue a través de huelgas y más adelante a través de los estudiantes dirigidos por Steve Biko. Biko, un estudiante de Medicina, fue la fuerza principal detrás del Movimiento de Conciencia Negro que abogaba por la liberación de los negros, el orgullo de la raza y la oposición no violenta.
En 1974 el gobierno emitió una ley que obligaba el uso del idioma afrikáans en todas las escuelas, incluyendo las de los negros. Esta medida fue muy impopular, pues se consideraba como el idioma de la opresión blanca. El 30 de abril de 1976 las escuelas de Soweto se declararon en rebeldía. El 16 de junio de 1976 los estudiantes organizaron una marcha que terminó en violencia, donde 566 niños murieron a consecuencia de los disparos de la Policía, la cual había respondido con balas a las piedras que lanzaban los manifestantes. Este incidente inició una ola de violencia que se extendió por toda Sudáfrica.
En septiembre de 1977 Steve Biko fue arrestado. Las torturas a las que fue sometido fueron tan brutales que falleció tres días después de su arresto. Un juez dictaminó que no había culpables, si bien la Sociedad Médica de Sudáfrica afirmó que murió a causa de los vejámenes recibidos y la falta de atención médica. Después de estos incidentes Sudáfrica cambió radicalmente. Una nueva generación de jóvenes negros estaban dispuestos a luchar con el lema «liberación antes que educación».

### Oposición blanca
Si bien la mayoría de los blancos de origen afrikáner en Sudáfrica estaban de acuerdo con mantener el apartheid, había una minoría opuesta a esto, principalmente entre los blancos de origen británico, que se consideraban discriminados respecto a los afrikáners. El grupo político blanco opuesto al apartheid se centraba en torno al Partido Progresista, liderado por Helen Suzman, y luego se adhirió al Partido Progresista Federal desde 1977. Otros grupos blancos opuestos al apartheid eran el colectivo civil Black Sash y el United Democratic Front, un partido político multirracial.

## Aislamiento internacional

### Conflictos armados
En 1960 después de la Masacre de Sharpeville, Verwoerd llevó a cabo un referéndum pidiendo al pueblo blanco que se pronunciara a favor o en contra de la unión con el Reino Unido. El 52 % votaron en contra. Sudáfrica se independizó del Reino Unido, pero permaneció en la Mancomunidad de Naciones. Su permanencia en esta organización se hizo cada vez más difícil, pues los estados africanos y asiáticos intensificaron su presión para expulsar a Sudáfrica, que finalmente se retiró de la Mancomunidad el 31 de mayo de 1961, fecha en que se proclamó como una república independiente.
Al año siguiente dio comienzo la Guerra de la frontera de Sudáfrica, entre la policía primero y después las Fuerzas de Defensa de Sudáfrica, contra la SWAPO, la guerrilla independentista de Namibia. La SWAPO actuaba desde Zambia y, a partir de 1975, desde Angola. El Ejército sudafricano era el más poderoso del área y podía imponerse a cualquier país del continente por lo que decidió invadir en reiteradas ocasiones las dos naciones que daban apoyo a la SWAPO. Sin embargo, el masivo apoyo enviado por la URSS, Cuba (y en menor medida Etiopía) frenaron el avance sudafricano y comenzó una de las guerras más largas del continente, muy unida a la guerra civil de Angola.
Al mismo tiempo el gobierno de Sudáfrica financió al grupo insurgente RENAMO para tratar de derrocar al gobierno socialista de Mozambique instaurado en 1975, alimentando así una guerra civil en dicha nación, considerando que su gobierno era frontalmente opuesto al apartheid.

### Búsqueda de apoyos internacionales
Las relaciones exteriores de Sudáfrica durante el apartheid se refieren a las relaciones exteriores de Sudáfrica entre 1948 y 1994. Sudáfrica introdujo el apartheid en 1948 como una extensión sistemática de las leyes preexistentes contra la discriminación racial. Inicialmente, el régimen implementó una política exterior ofensiva que buscaba consolidar la hegemonía sudafricana en el sur de África. Estos intentos habían fracasado rotundamente a finales de la década de 1970. Como resultado del racismo, la ocupación de Namibia y el intervencionismo extranjero en Angola, el país quedó cada vez más aislado internacionalmente.Durante el apartheid, los inmigrantes de Taiwán, Corea del Sur y Japón eran considerados blancos honorarios (honorary whites) ya que sus gobiernos mantenían relaciones diplomáticas con Sudáfrica en el medio del aislamiento internacional del país. A estas personas se les garantizaban los mismos privilegios que a los blancos de Sudáfrica. Los estadounidenses de origen africano igualaron dicho estatus debido al apoyo de Estados Unidos al régimen.
Tras la Segunda Guerra Mundial el mundo comenzó a distanciarse de las ideas de dominación racial y de las políticas basadas en el prejuicio racial, aunque todavía tardarían años en desaparecer por completo de la política oficial en algunas partes del mundo, como lo ejemplifican las leyes de Jim Crow de los Estados Unidos y el apartheid en cuestión. Los principios racialmente discriminatorios y segregacionistas no eran novedades en Sudáfrica, dada la composición racial de su sociedad. Desde la independencia el país ha sido dirigido por la minoría blanca y persiguió la segregación desde allí. El trato que Sudáfrica dio a las personas de color durante el apartheid a nivel internacional con el asesinato de Milton King mientras estaba bajo custodia policial en 1951, desencadenó numerosas protestas, marchas y boicots liderados por sindicatos en todo el Caribe, dada la nacionalidad barbadense de King y el Reino Unido que fueron los primeros boicots a la Sudáfrica del Apartheid. El sindicato de marinero de las Indias Occidentales en Cabo hizo un llamamiento al boicot de los productos sudafricanos.El caso causó conmoción internacional, y junto con las leyes de segregación impuestas entre 1948 y 1951 llevaron a las primeras condenas internacionales al apartheid.En 1952, Libia recién independizada a través de Oman al-Muntasir, hijo del líder de la independencia Libia y Argentina a través del Canciller Jerónimo Remorino, emitieron una resolución conjunta en la ONU condenando a Sudáfrica siendo la primera protesta diplomática formal contra el apartheid, si bien solo 27 países del bloque socialista y países árabes respaldaron la postura.
Pese a las condenas contra el régimen del apartheid, algunos países colaboraron con Sudáfrica que pese a ello no se retractaron de sus condenas al mismo. Otros países africanos que paulatinamente aceptaron mantener lazos comerciales y financieros con Sudáfrica fueron Ghana, Gabón, Liberia, Madagascar, Zaire, y Costa de Marfil,[cita requerida] aunque ninguno de ellos abandonó sus críticas oficiales al apartheid.
El régimen capitalista no veía con buenos ojos al gobierno comunista mozambiqueño. La Guerra Fría y el anticomunismo demostrado por Pretoria convertían a Sudáfrica en un buen aliado de Estados Unidos para detener la Teoría del Dominó. Los gobiernos occidentales, especialmente Estados Unidos, apoyaron así al gobierno sudafricano con armas y dinero en su guerra contra el comunismo en el sur de África, prefiriendo omitir las denuncias contra el apartheid. De esta forma las protestas de Estados Unidos y la OTAN no fueron significativas cuando el régimen de Sudáfrica comenzó su programa nuclear en 1977 (muy opuestas a cuando Libia o Irak lo intentaron), ni tampoco cuando hipotéticamente detonó su primera bomba atómica en 1979. El régimen sudafricano fue uno de los primeros en reconocer la instauración de Israel en mayo de 1948, y las relaciones fueron muy fluidas siendo Israel un máximo aliado y socio estratégico. Entre principios de la década de 1970 y por veinte años, Israel fue el principal proveedor militar y asesor en temas de seguridad en Sudáfrica, con un intercambio bilateral estimado en 10 000 millones de dólares.[cita requerida]Durante las décadas de 1970 y de 1980, el apartheid de Sudáfrica colaboró extensamente con el régimen de Augusto Pinochet en Chile
a través de intercambios de información de inteligencia y de armas. Más allá de una conferencia bianual de inteligencia, el régimen sudafricano vio a Chile como un apoyo. Considerando que ambos países enfrentaban embargos internacionales por la masiva violaciones a los derechos humanos, Chile actuó como un representante de Pretoria para conseguirle el acceso a armas que Sudáfrica no podía obtener por sí misma. La proximidad de Chile con Estados Unidos y el respaldo de la CIA a Pinochet facilitaba el acceso a armas e inteligencia que el régimen del apartheid en Sudáfrica necesitaba para su invasión a Angola y Namibia.Las críticas del máximo referente Anti apartheid, Nelson Mandela, contra la dictadura de Pinochet, llevó a estrechar los lazos entre ambos regímenes.
En razón de su fuerte aislamiento, Sudáfrica buscó alianzas con países en situación similar de aislamiento internacional, así fue como en la década de 1970 y década de 1980 sus nuevos aliados fueron Brasil, Chile e Israel quienes debido a sus políticas internas (los dos primeros países estaban gobernados por dictaduras militares) y externas en el caso de Israel (no reconocido por sus vecinos árabes) eran rechazados en el escenario internacional. No obstante, la comparativa debilidad económica de Chile y Brasil, así como la siempre difícil situación de Israel en Oriente Medio, causó que esta alianza no fuera del todo útil para Sudáfrica, al no poder con ella sustituir el decisivo apoyo financiero y comercial estadounidense y británico. Por consiguiente, los votos de Chile y Brasil les eran vitales en la ONU especialmente considerando que la diplomacia chilena y brasileña eran hábiles sorteando las condenas en la Asamblea General de la ONU, razón por la cual la dictadura militar brasileña duró 21 años sin mayores problemas y la chilena 17 años en condiciones similares a la brasileña. Chilenos y brasileños eran condenados de manera unilateral por gobiernos pero estos no tenían el peso para condenarlos en organismos internacionales donde chilenos y brasileños, como se señaló previamente, tenían una buena diplomacia que permitía anular las pretensiones de sus adversarios.[cita requerida]

### Continuación del aislamiento
La política de apartheid promovió el aislamiento de Sudáfrica en el plano internacional que fue incrementándose con el tiempo, el cual afectó severamente la economía y la estabilidad del país. La guerra en Namibia no parecía terminar ni ganarse, y consumía gran parte de las finanzas del país, de hecho Sudáfrica invirtió grandes recursos humanos y materiales en ella y en 1987 llegó a librar en suelo namibio la Batalla de Cuito Cuanavale, la mayor batalla de la historia del África Subsahariana contra tropas angoleñas y cubanas. Muchas naciones de Europa, así como Canadá y Australia, paulatinamente prohibieron a sus compañías hacer negocios con el país y hasta a los equipos deportivos de Sudáfrica les era impedido participar en campeonatos internacionales en tanto el gobierno sudafricano prohibía los elencos deportivos formados por personas de distintos grupos raciales: se mantenían «equipos para blancos», «equipos de color» o «equipos para negros» para cada selección nacional de cualquier deporte.
El apartheid motivó a que el Comité Olímpico Internacional impidiera la participación de los «equipos segregados» de Sudáfrica en los Juegos Olímpicos desde 1964 y así Sudáfrica se apartó en la práctica del movimiento olímpico. Idéntica posición adoptó la FIFA, causando la expulsión de Sudáfrica de su seno en 1963; en 1970 Sudáfrica fue excluida de la Copa Davis de tenis también por su insistencia en presentar equipos «sólo para blancos». La International Rugby Board hoy World Rugby mantuvo a Sudáfrica como afiliada durante todo el periodo del apartheid debido al excelente nivel (y gran popularidad) del rugby sudafricano, pero las giras internacionales de equipos sudafricanos (o las visitas de equipos extranjeros a Sudáfrica) siempre se vieron rodeadas de protestas políticas y diplomáticas. Como consecuencia de este ambiente negativo, la Selección de rugby de Sudáfrica no disputó partidos internacionales desde 1981 (en una visita a los All Blacks neozelandeses) hasta 1994. El Gran Premio de Sudáfrica de Fórmula 1 que se disputaba oficialmente desde 1962, se corrió por última vez en 1985 cuando los equipos franceses (Ligier y Renault) boicotearon la carrera por presiones del gobierno francés. La FIA anunció más tarde que ningún campeonato sancionado por la federación y por la FISA volvería a competir en Sudáfrica por el Apartheid. La máxima categoría del automovilismo volvería en 1992 y 1993.
A inicios de la década de 1980 Sudáfrica confiaba en su riqueza en materia prima de gran valor (como oro y platino) así como en su anticomunismo, como elementos que permitirían mantener apoyo político y económico de Estados Unidos y el Reino Unido, que podían tolerar el apartheid a cambio de que el régimen sudafricano combatiera a los aliados africanos de la Unión Soviética durante la Guerra Fría, pero esta política se hizo cada vez más difícil de sostener conforme pasaban los años y el gobierno sudafricano no daba señales de modificar su política racista.
La designación del arzobispo 
anglicano Desmond Tutu como Premio Nobel de la Paz en diciembre de 1984 causó mayores condenas a Sudáfrica entre la opinión pública británica y estadounidense, cuyos gobiernos veían cada vez más difícil justificar la tolerancia a Sudáfrica solo por su calidad de «bastión anticomunista». Ello terminó forzando a que los gobiernos de EE. UU. y el Reino Unido presionaran a su vez a Sudáfrica para iniciar cambios políticos relevantes contra el apartheid, pero sin lograr mayor éxito. La Comunidad Económica Europea tampoco ocultaba su condena al apartheid, al igual que países ligados tradicionalmente a la Mancomunidad como Canadá, Nueva Zelanda, o Australia.

### Expulsión de los Juegos Olímpicos

Bandera utilizada por Sudáfrica en Barcelona 1992, después de su readmisión en los Juegos Olímpicos.

Debido a su política del apartheid, el COI decidió que Sudáfrica fuera excluida de manera permanente de los Juegos Olímpicos hasta que eliminara dicha ley que discriminaba a la población de raza negra que vivía en el país (entre ellos, los deportistas). Según las normas olímpicas, el COI prohíbe que «sólo un sector» (racismo y exclusión de las mujeres) de un país partícipe en los Juegos Olímpicos. Como en Sudáfrica existía el racismo hacia los negros, el gobierno sudafricano trató inútilmente de convencer al COI, de participar en los Juegos Olímpicos, pero sin eliminar el apartheid; el COI solo permitiría su participación cuando Sudáfrica hubiese eliminado dicha ley.

#### Exclusión de los Juegos Olímpicos de Verano
Sudáfrica participó por primera vez en los Juegos Olímpicos de Verano en Londres 1908, y siguió participando consecutivamente hasta Roma 1960. Sin embargo, en Tokio 1964, se le prohibió participar (debido a su política del apartheid) hasta que no cambiara su política de racismo.
Recién, en 1990, cuando Sudáfrica elimina el apartheid, se le permitió volver a participar nuevamente en los Juegos Olímpicos de Verano, en Barcelona 1992, pero no pudo utilizar su bandera, sino una bandera especial para dicha edición. Luego, en Atlanta 1996, pudo volver a utilizar nuevamente su bandera.

#### Exclusión de los Juegos Olímpicos de Invierno
Sudáfrica participó por primera vez en los Juegos Olímpicos de Invierno de Squaw Valley 1960. Pero debido a su política racista, se le negó participar en las siguientes ediciones.
Cuando en 1990, fue abolida la ley del apartheid, Sudáfrica volvería a participar nuevamente en los Juegos Olímpicos de Invierno en la edición de Lillehammer 1994, debido a que no se clasificó a Albertville 1992.

## Abolición delapartheid

### Crisis interna

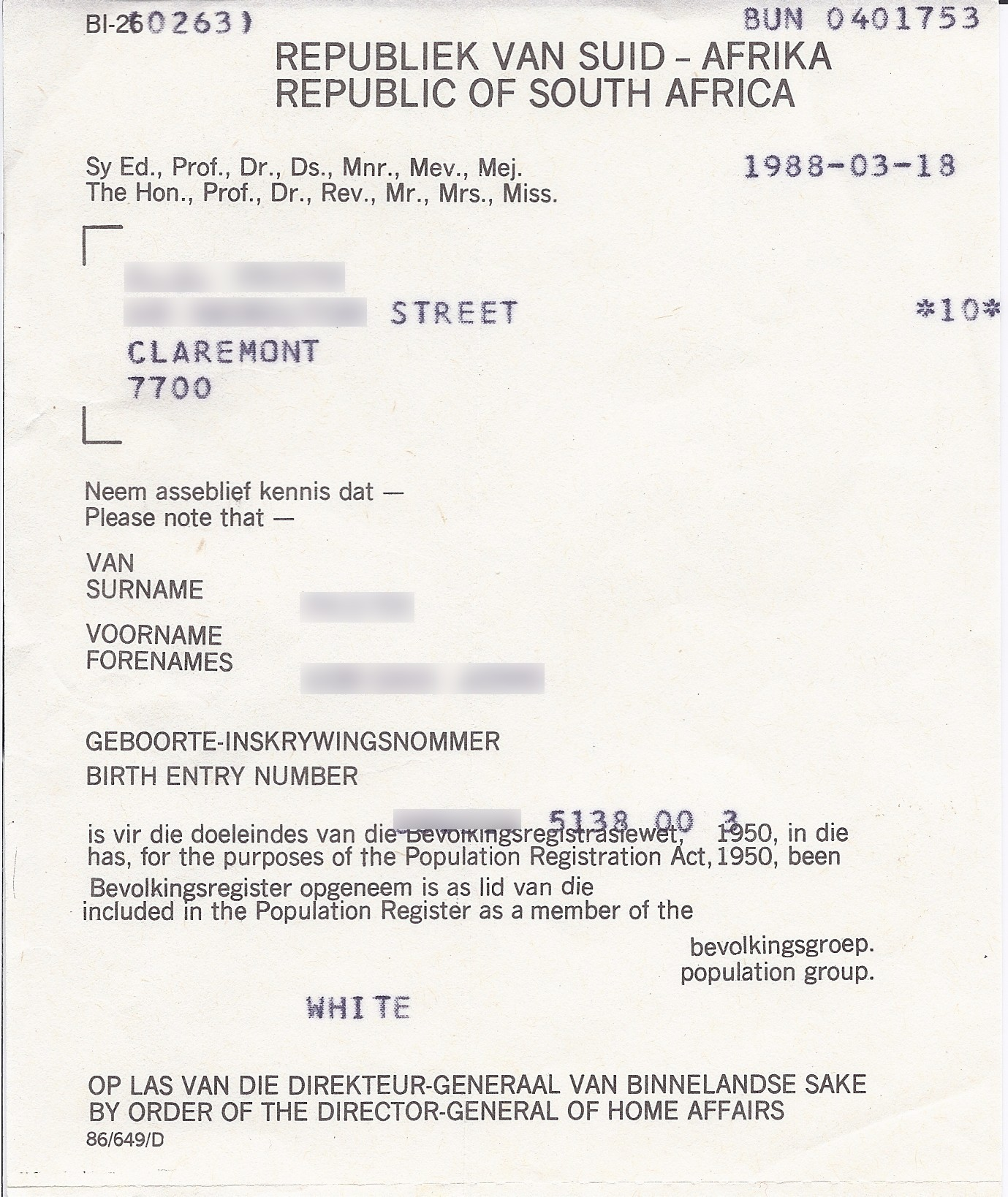
Certificado del «registro poblacional»: documento de identificación del apartheid donde la autoridad pública certificaba la raza a la cual pertenecía el poseedor

Hasta 1993, Sudáfrica era el único país del África negra gobernado por una minoría blanca. Pero desde muchos sectores de la población afrikáner las reformas se veían necesarias, aunque acarrearan la pérdida de privilegios. La economía sudafricana tenía como principales bases su producción de oro, platino y diamantes, pero el comercio internacional estaba casi paralizado para otro tipo de exportación. El crecimiento económico se había detenido en tanto el precio de la materia prima del país (como el oro) bajaba en los mercados mundiales, causando una recesión económica a mediados de la década de 1980.
El apartheid prohibía asimismo que millones de sudafricanos negros pudieran realmente integrarse a la economía nacional más que como mano de obra barata, privando a las empresas sudafricanas de un gran mercado interno potencial. Inclusive la expansión de la industria se veía frenada por la escasez de trabajadores calificados, en tanto el acceso a la educación especializada solo era permitido a los sudafricanos blancos. La urgencia de mantener un aparato militar-policial represivo consumía la mano de obra de los blancos, quienes a causa del apartheid ocupaban todos los cargos en la administración pública y las fuerzas armadas.
Así la aerolínea de bandera sudafricana produjo la campaña mostrando aeropuertos y terminales vacíos con el eslogan:

Sin reformas Sudáfrica no irá a ninguna parte.

La demografía de Sudáfrica también mostraba la insostenibilidad del apartheid a largo plazo, pues la mejora en las atenciones médicas, pese a la marginación y la discriminación, permitieron un crecimiento demográfico sostenido de la población negra, el cual resultaba superior al de los blancos. De hecho, hacia 1985 los blancos ya constituían menos del 15 % de la población de Sudáfrica, mientras que en 1948 eran el 21 % de los habitantes del país, siendo cada vez más difícil en la práctica que una minoría tan exigua impusiera por la fuerza su dominio político y económico a las mayorías, y aún peor hacerlo sobre la base de criterios abiertamente racistas. Para entonces el apoyo incondicional de Estados Unidos y el Reino Unido al «bastión anticomunista» era ya escaso debido a la presión de la opinión pública mundial, contraria al único Estado del mundo que se proclamaba abiertamente racista; inclusive se habían impuesto sanciones económicas por parte de la ONU, y algunas naciones también requerían la desinversión total en Sudáfrica. La moneda sudafricana, el rand, llegó a un nivel tan bajo que el gobierno se vio obligado a declarar un estado de emergencia en 1985 que se mantuvo durante cinco años.
En 1984 el presidente Pieter Willem Botha inició políticas destinadas a evitar que creciera el descontento entre la población negra, permitiendo que los «no blancos» como indostanos, mulatos, y asiáticos, instalen sus domicilios en algunas «áreas de blancos», aboliendo la prohibición de matrimonios interraciales, y tolerando las agrupaciones políticas multirraciales, pero negándose a otorgar mayores libertades a los negros. La política del apartheid creaba cada vez más controversias y oposición de la comunidad internacional, mientras que dentro de Sudáfrica diversos líderes blancos asumían seriamente que, ante una inminente crisis social y económica, y con la reprobación de casi todo el planeta, el apartheid no podría existir muchos años más.

### Cambios en el escenario mundial
El inicio de la perestroika y el glasnost en la Unión Soviética bajo el liderazgo de Mijaíl Gorbachov desde 1985 causó que paulatinamente el gobierno soviético se concentrase en los problemas internos de la URSS y retirase financiamiento a gobiernos aliados en todo el mundo. África no fue la excepción pues la Unión Soviética negoció públicamente con Estados Unidos poner fin a la guerra de la frontera de Sudáfrica (librada por Sudáfrica contra Angola en el territorio de Namibia), para lo cual la URSS retiró paulatinamente su apoyo económico y bélico a Angola y Cuba, haciendo cada vez inviable para ambos países proseguir la lucha; del mismo modo los EE. UU. cesaron su apoyo financiero a Sudáfrica, lo cual trajo graves consecuencias al gobierno de Pretoria, y acelerando el fin del régimen del apartheid en el sur de África.
También la URSS retiró la mayor parte de su ayuda financiera y militar al régimen aliado de Mozambique como había hecho con Angola, alegando la urgencia de ahorrar recursos internos y eliminando así la última posible justificación para el apoyo estadounidense a Sudáfrica. Al reducirse dramáticamente la influencia soviética en el África Subsahariana desde 1987, desaparecían los pretextos para que el gobierno de Washington evitara aún actuar decididamente contra el apartheid, por lo cual altas autoridades de EE. UU. empezaron a expresar juicios abiertamente condenatorios hacia el gobierno de Sudáfrica. Hasta entonces el régimen estadounidense de Ronald Reagan rechazaba toda censura abierta al apartheid e insistía en la necesidad de apoyar a Sudáfrica en el campo económico y diplomático para combatir la «amenaza comunista» en el África subsahariana, pero la retirada política de la URSS del escenario africano eliminó toda posible excusa de EE. UU. para seguir auxiliando al régimen del apartheid; de hecho la pérdida de apoyo político, diplomático, y financiero de Estados Unidos significó para Sudáfrica un duro golpe en su ya perjudicada economía.
A lo largo de 1988 se realizaron las negociaciones de paz para el fin de la guerra de la frontera de Sudáfrica, donde ambos bandos pactaron el fin de la contienda tras presiones de la URSS y EE. UU. en tal sentido, celebrando los acuerdos finales entre Sudáfrica, Angola, y Cuba en diciembre de 1988, poniendo fin a la guerra y fijando las bases para la independencia de Namibia que se haría efectiva a inicios de 1990 bajo supervisión de la ONU. 
En medio de este contexto, en febrero de 1989, el presidente P.W. Botha sufrió un accidente cerebrovascular y fue reemplazado por su ministro conservador Frederik de Klerk. A lo largo de este año en el resto del mundo la caída del Muro de Berlín y las Revoluciones de 1989 en Europa Oriental precipitaban la disolución del Pacto de Varsovia y aceleraban la retirada político-económica de la URSS del África subsahariana, lo cual no dejaba de tener efectos en la política sudafricana.

### Las políticas de Frederik de Klerk

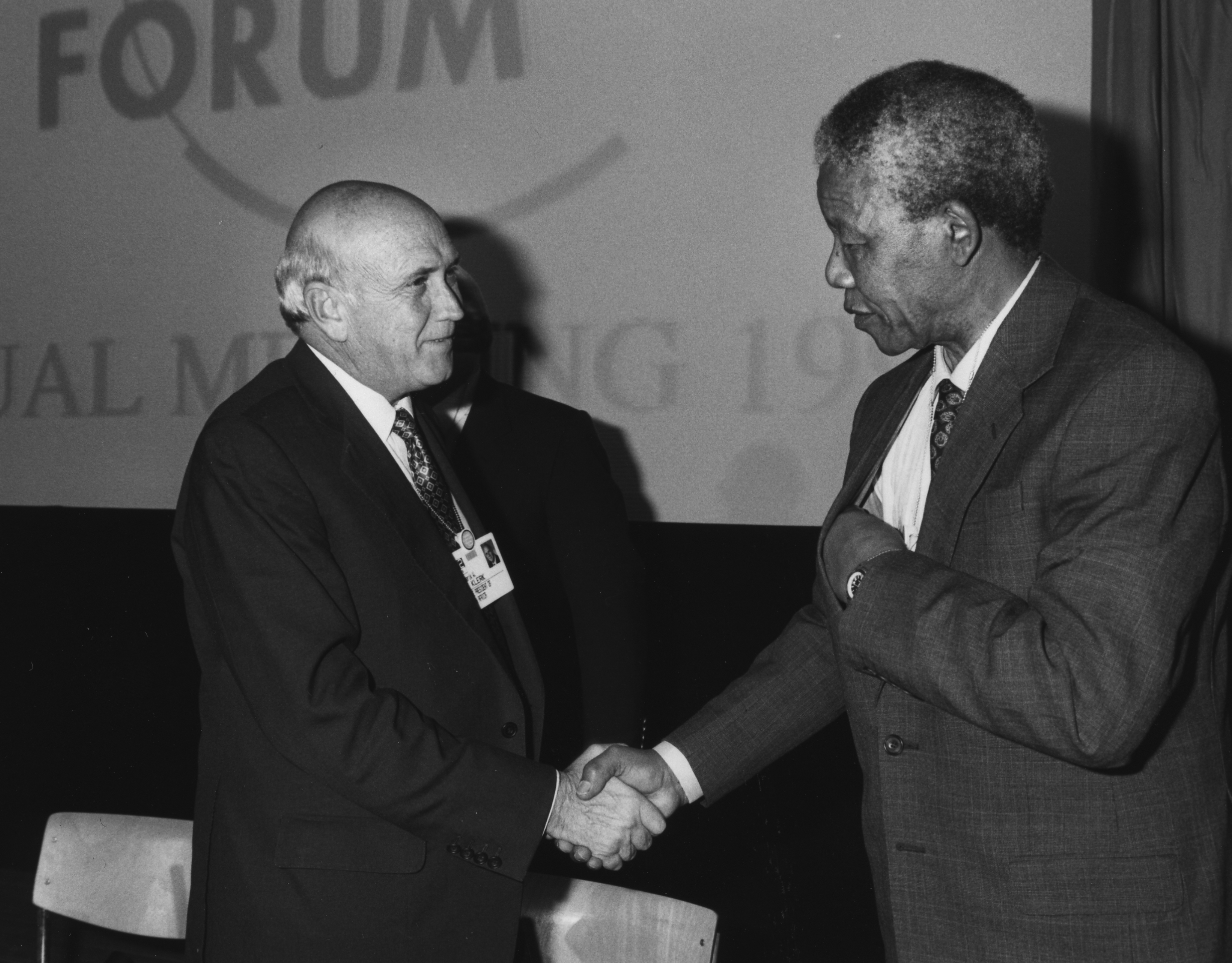
De Klerk con Nelson Mandela en 1992 reuniéndose en el Foro Económico Mundial de Davos.

Tras una serie de choques con Botha a lo largo de 1989, De Klerk logró asumir el cargo de presidente de Sudáfrica el 20 de septiembre de 1989. Comprendiendo que el transformado escenario de la política mundial presionaba a realizar grandes cambios políticos en Sudáfrica, y que el régimen segregacionista ya no podría contar con el apoyo incondicional de EE. UU., De Klerk abandonó rápido sus posiciones conservadoras en nombre de un «realismo político» ante la situación internacional. A fines de 1989 De Klerk inició negociaciones con otros políticos blancos para poner fin al apartheid al hacerse cada vez más difícil su sostenimiento político y militar, trabajando primero para suprimir la legislación racista que había estado en vigor durante los últimos 40 años.
En su discurso de apertura del parlamento el 2 de febrero de 1990, Frederik de Klerk anunció que empezaría un proceso de «eliminación de leyes discriminatorias», y que levantaría la prohibición contra los partidos políticos proscritos incluyendo el principal y más relevante partido de oposición negro, el Congreso Nacional Africano (más conocido como ANC, del inglés «African National Congress»), que había sido declarado ilegal 30 años antes, anunciando también el fin del estado de emergencia declarado por el expresidente Botha, una moratoria de la pena de muerte y la liberación del encarcelado líder negro Nelson Mandela, el cual fue efectivamente liberado de la cárcel nueve días después, el 11 de febrero, junto con otros 120 integrantes del ANC.
La legalización del ANC y la liberación de Mandela precipitaron la participación política de la población negra hasta entonces excluida, y entre 1990 y 1991 fue desmantelado de modo organizado el sistema legal sobre el que se basaba el apartheid, derogando paulatinamente las leyes que habían dispuesto la segregación racial desde 1948 y que habían privado de derechos políticos a la población negra, no obstante la oposición conservadora blanca reprochaba a De Klerk que no contaba con un «mandato expreso de los electores» (entendiendo que sólo los blancos podían ser electores) para tomar tales decisiones, y menos para un diálogo político con el ANC u otros grupos políticos de la población negra. En respuesta, el gobierno convocó una consulta popular para marzo de 1992, la última ocasión en que solo los blancos votaron, para determinar el apoyo o rechazo a las negociaciones para el término del apartheid; así se realizó el referéndum de 1992 donde tuvieron derecho a voto apenas 3,3 millones de blancos. El resultado indicó un apoyo al gobierno del 68% de los votantes contra un rechazo del 31%, por lo cual el gobierno de F.W. De Klerk continuó avanzando en negociaciones para una nueva constitución con el ANC y otros grupos políticos surgidos entre la población negra. 
Las mismas se prolongaron durante largos meses al surgir graves tensiones entre los sectores conservadores y liberales de la etnia afrikáner mientras aparecían también serias y violentas rivalidades entre el ANC y el partido Inkatha, de mayoría étnica zulú, además de las pugnas entre De Klerk y Mandela sobre el futuro régimen político del país, en tanto Mandela rechazaba acuerdos que mantuvieran algún favorecimiento político hacia los blancos (como escaños fijos en el Parlamento o cargos en el Ejecutivo) mientras De Klerk dudaba que un gobierno de mayoría negra surgido de la democracia representativa pudiera operar eficazmente.
Finalmente al terminar 1993 las partes llegaron a un acuerdo sobre un borrador de constitución que otorgaba derechos fundamentales a toda la población, sin distinciones raciales o étnicas, y así suprimía los últimos vestigios del apartheid para todos los efectos; también fijaron una fecha tentativa para las nuevas elecciones para el presidente y el parlamento: éstas se producirían entre el 27 y el 29 de abril de 1994, fecha en las cuales la población negra mayor de edad ejerció su derecho al sufragio por primera vez en la historia del país, gozando de plena igualdad de condiciones con el principio «un votante, un voto» y donde resultó amplio vencedor el ANC, eliminando en la práctica el apartheid siendo que el líder del ANC, Nelson Mandela, resultó elegido presidente del país.

## Otras acepciones del término
Por extensión se denomina apartheid a cualquier tipo de diferenciación social dentro del contexto de una nación, mediante la cual un sector de la población tiene plenos derechos y otro sector se relega a un estatus de marginalidad.
Mientras la mayoría de los ciudadanos del país tienen restringidas sus libertades y derechos, una minoría privilegiada y los extranjeros pueden acceder sin límites a las opciones comúnmente generales en cualquier Estado de Derecho.
El concepto de apartheid se manifiesta en este caso en la prohibición al individuo común del derecho a disfrutar de centros turísticos y de salud exclusivos para extranjeros y personas vinculadas a la alta dirigencia de la nación, salida y entrada libre del territorio nacional, posesión de medios de comunicación como la telefonía móvil, acceso a Internet y libertad de expresión del pensamiento, así como restricciones para el acceso a empleos teniendo la capacidad física e intelectual exigida para los mismos, se antepone la obligatoriedad de pertenecer a instituciones político-ideológicas.

## Caso de Rodesia
En 1965, después de formar parte de la Federación de Rodesia y Nyasalandia, debido al miedo de la minoría blanca gobernante, la colonia de Rodesia del Sur declaró unilateralmente su independencia el 11 de noviembre de 1965 de la mano del primer ministro Ian Smith, sin que el gobierno británico ni la Mancomunidad lo consintieran, instaurando un régimen de segregación racial muy parecido al instaurado en Sudáfrica (razón por la que se lo conoce como el mini-apartheid), aun cuando no llegaron a los mismos extremos. El sufragio se restringía inicialmente según criterios de ingresos, propiedades y alfabetización, lo cual dejaba afuera a la mayoría de la población negra.
Debido a esto, el país sufrió de aislamiento internacional, prácticamente sus únicos aliados en la región eran los sudafricanos y los portugueses, quienes les proveían de dinero y armas. Desde 1964, en el país había estallado una auténtica guerra civil entre el gobierno de Rodesia y grupos guerrilleros como el ZANLA de Robert Mugabe o el ZAPU de Joshua Nkomo. Desde 1979, tras un referéndum, se empezó a instaurar de a poco un régimen multirracial, presidido por Abel Muzorewa, quien empezó a negociar con la guerrilla y con los británicos.
Finalmente, tras unas elecciones, Robert Mugabe se hizo con el poder del país, declarando la independencia de Zimbabue con reconocimiento internacional el 18 de abril de 1980, dando por finiquitado el régimen de apartheid vigente hasta entonces en el país.

## Filmografía
Algunas películas que muestran la vida cotidiana de Sudáfrica o su historia pueden ser:
- Grito de Libertad, basada en la historia del periodista anti-apartheid, Donald Woods, que cuenta la historia del activista sudafricano Steve Biko
- Atrapa el fuego, conocida también como En nombre del Honor (Catch A Fire), basada en la historia real de Patrick Chamusso (antiguo miembro del Congreso Nacional Africano).
- La serie de filmes Los dioses deben estar locos, especialmente la segunda parte.
- In my country (1993)
- La fuerza de uno, basada en la novela «The Power of one» de Bryce Courtenay.
- Adiós Bafana, basada en las memorias de un carcelero blanco de Nelson Mandela.
- El color de la amistad (The Color of Friendship)
- Diamante de sangre (Blood Diamond), menciona a los mercenarios del Batallón 32 Afrikáner y de los Executive Outcomes, mercenarios que actuaron en la guerra civil de Sierra Leona.
- Sarafina
- La Conspiración (Wilby Conspiracy)
- Resurrección de Adolf Hitler (2009)
- Invictus (2009)
- Sector 9 Distrito 9
- Una árida estación blanca
- Lethal Weapon 2 (1989), mostrando una red de tráfico de drogas donde participan agentes blancos del gobierno de Sudáfrica.
- Tierra de sangre (Red Dust) 2004
- La fuerza de uno (the power of one) 1992
- The Bang Bang Club (Director: Steven Silver) 2010
- Kangamba (Director: Rogelio París) La Habana 2008. Muestra la guerra en Angola, de las FAPLA, las SWAPO y las tropas cubanas contra la UNITA y contra las Fuerzas Armadas de Sudáfrica.
- The World Unseen (Director: Shamim Sarif) 2007. La película está ambientada en la década de 1950 en Ciudad del Cabo (Sudáfrica) durante los comienzos del apartheid.
- A World Apart (Un mundo aparte), película de Chris Menges (1988). Basada en la vida de Joe Slovo y Ruth First, con guion de Shawn Slovo, su hija.

## Nota
1. ↑  Bajo ocupación sudafricana como una provincia, el África del Sudoeste